# أليكساندرو إيلي
أليكساندرو إيلي (بالرومانية: Alexandru Ilie)‏ هو لاعب كرة قدم روماني في مركز الوسط، ولد في 19 يناير 2000 في Zărnești ‏ في رومانيا. لعب مع نادي فولنتاري.

## وصلات خارجية
- أليكساندرو إيلي على موقع قاعدة بيانات كرة القدم.إي يو (الإنجليزية)
- أليكساندرو إيلي على موقع Soccerway.com (الإنجليزية)